# Chatenet
Chatenet é uma comuna francesa na região administrativa da Nova Aquitânia, no departamento de Charente-Maritime. Estende-se por uma área de 9,64 km². Em 2010 a comuna tinha 222 habitantes (densidade: 23 hab./km²).